# Olympische Sommerspiele 1972/Teilnehmer (Somalia)
| Gelbes Symbol für Goldmedaillen mit stilisierten Olympischen Ringen | Graues Symbol für Silbermedaillen mit stilisierten Olympischen Ringen | Braundes Symbol für Bronzemedaillen mit stilisierten Olympischen Ringen |
| ------------------------------------------------------------------- | --------------------------------------------------------------------- | ----------------------------------------------------------------------- |
| —                                                                   | —                                                                     | —                                                                       |

Somalia nahm an den Olympischen Sommerspielen 1972 in München mit einer Delegation von drei Sportlern (allesamt Männer) teil. Es war die erste Teilnahme Somalias an Olympischen Spielen.

## Teilnehmer nach Sportarten

### Leichtathletik
- Mohamed Aboker
800 Meter: disqualifiziert im 1. Vorlauf
1500 Meter: 10. Platz im 6. Vorlauf

- Jama Awil Aden
Marathon: Aufgabe bei Kilometer 25

- Abdullah Noor Wasughe
Hochsprung: 33. Platz in der Qualifikation